# W. K. Kellogg Airport
W. K. Kellogg Airport est un aéroport civilo-militaire appartenant à la ville, situé à 6 kilomètres à l'ouest de Battle Creek, une ville du comté de Calhoun, dans le Michigan, aux États-Unis. L'aéroport est accessible par la route depuis Helmer Road et est situé près de la I-94. Il est inclus dans le Plan national des systèmes aéroportuaires intégrés de la Federal Aviation Administration (FAA) pour 2017-2021, dans lequel il est classé comme une installation d'aviation générale régionale. Il est également connu sous le nom de W. K. Kellogg Regional Airport,.
En plus de l'aviation générale, l'aéroport prend en charge le fret aérien et les vols d'affaires. Il abrite le Western Michigan University College of Aviation, Duncan Aviation, WACO Classic Aircraft Corporation, SEMCO Energy Gas Company et d'autres entreprises aéronautiques.
La 110th Attack Wing (en) (110 ATKW), une unité de la Michigan Air National Guard, utilise une partie de l'aéroport comme une installation militaire connue sous le nom de Battle Creek Air National Guard Base. La 110th Attack Wing est acquise sur le plan opérationnel par l'Air Combat Command (ACC).
Cet aéroport ne doit pas être confondu avec le W.K. Kellogg Airport de Pomona, en Californie, qui a fonctionné de 1928 à 1932 et était alors le plus grand aéroport privé du pays.

## Historique
Pendant la Seconde Guerre mondiale, l'aérodrome est utilisé par les United States Army Air Forces.
En mai 2010, la construction d'une nouvelle piste de 1250 mètres parallèle à la piste 05/23 existante commence pour un montant de 7,2 millions de dollars. La nouvelle piste désignée 05R-23L ouvre le 7 juillet 2011.